# Comună (Germania)
O comună (germană Gemeinde) este cea mai mică unitate administrativ-teritorială din Germania, cu un anumit grad de autoadministrare, dar fără statutul oficial de oraș (Stadt). Acestea corespund unei „municipalități fără privilegii urbane” (*municipality without town privileges*) și pot include unul sau mai multe sate, așezări sau localități.

## Statut și organizare
Comunele fac parte din structura administrativă a unui land (stat federal) și sunt subordonate unui district (Landkreis). Ele au un consiliu local ales și un primar (Bürgermeister) responsabil pentru administrația locală, serviciile publice, planificarea urbanistică și alte atribuții stabilite de legislația statului federal.
Deși nu au titlul de „oraș”, unele comune au o populație semnificativă și o infrastructură dezvoltată. Statutul de oraș este acordat printr-un act oficial al landului și, istoric, era legat de privilegiile urbane din Evul Mediu.

## Diferențe față de orașe
- Comunele – unități administrative fără privilegii urbane; pot include zone predominant rurale.
- Orașele (Städte) – au primit sau păstrat privilegii urbane istorice, iar în prezent titlul este acordat de autoritățile landului.

## Exemple
Există mii de comune în Germania, multe cu mai puțin de 5.000 de locuitori, dar și unele cu peste 20.000. Exemple: Oststeinbek (Schleswig-Holstein), Pullach im Isartal (Bavaria), Grasbrunn (Bavaria).